# Tuk-tuk
Tuk-tuk (thajsky ตุ๊กตุ๊ก) je motorizovaná tříkolka, která slouží jako Dopravní prostředek. Její přední část tvoří motocykl s jedním kolem a místem pro řidiče; za ní se pak nachází zastřešený vozík na dvou kolech, obvykle pro 2–4 cestující. 
Tento typ moto-taxi je populární zejména v zemích jižní a jihovýchodní Asie, např. v Thajsku (onomatopoický název tuk-tuk napodobující zvuk motoru se rozšířil právě odtud), Laosu, Indii, na Srí Lance, ale lze se s ním setkat rovněž např. v Guatemale, Peru, Egyptě, Keni, Súdánu či na Madagaskaru. V Indonésii je znám pod názvem „bajaj“ – tento název pochází od značky původního indického výrobce těchto vozítek Bajaj Auto. Vozidlo je také označováno anglickým pojmenováním „auto-rickshaw“ (auto rikša).

## Galerie

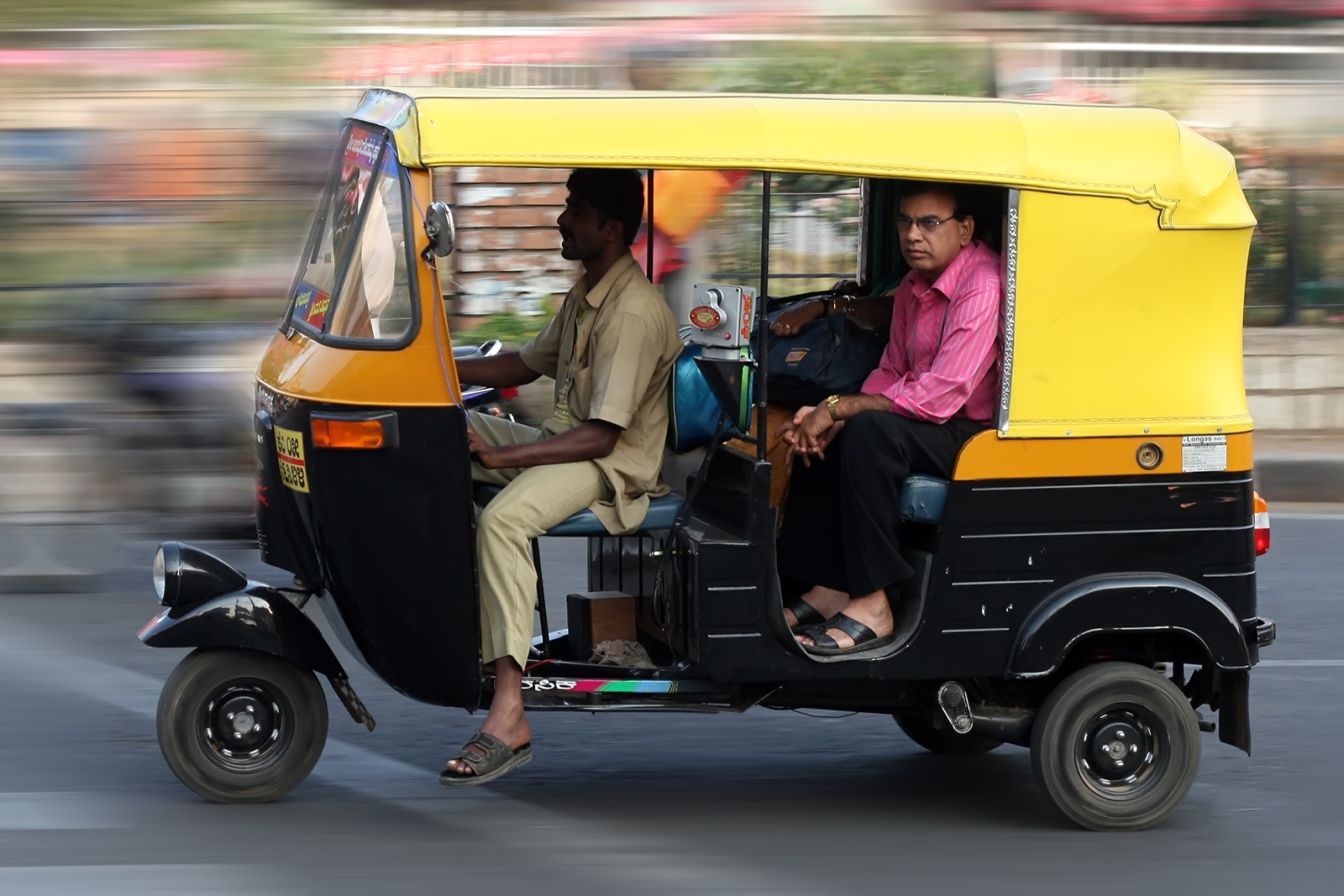
Indie
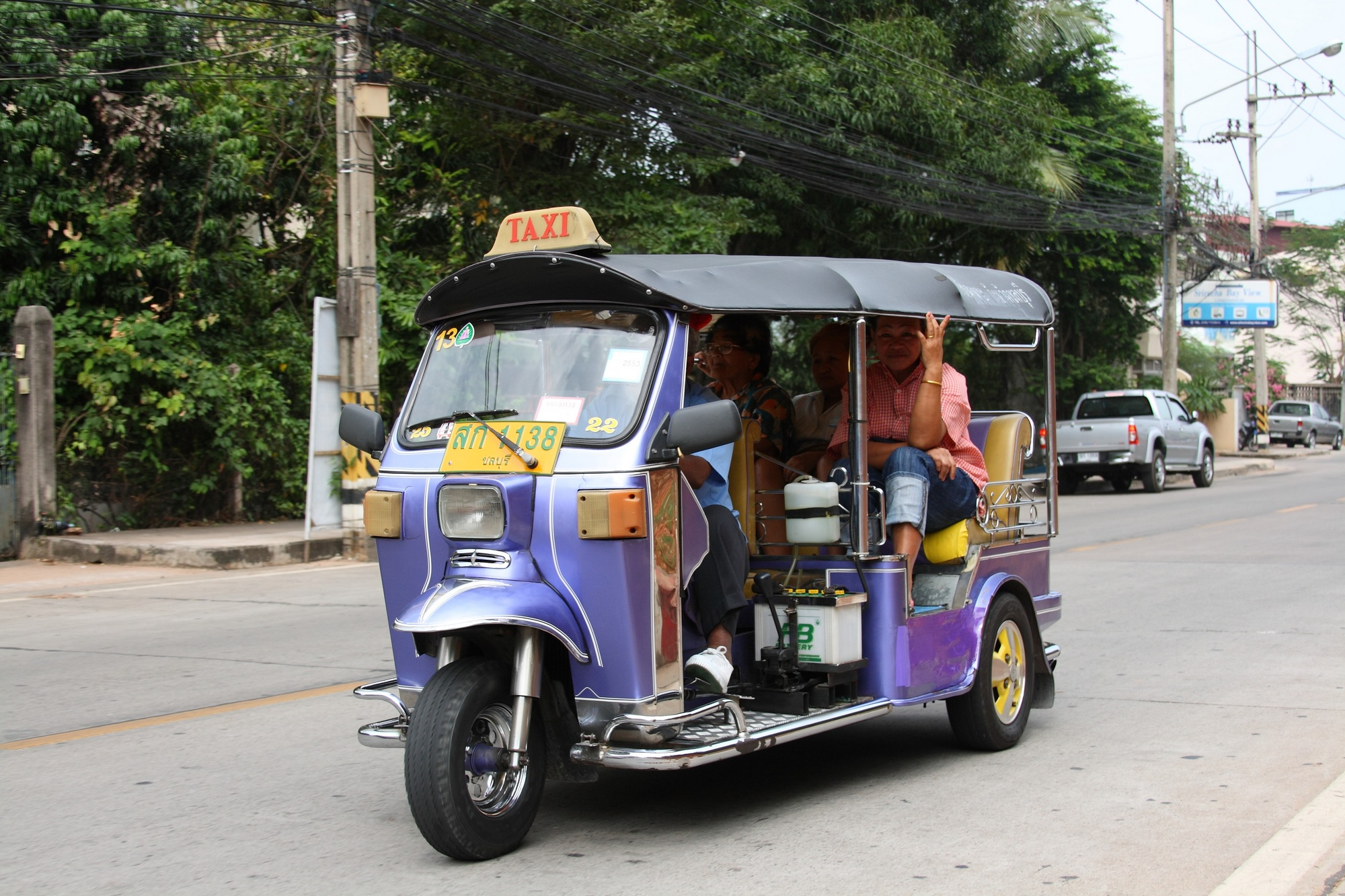
Thajsko
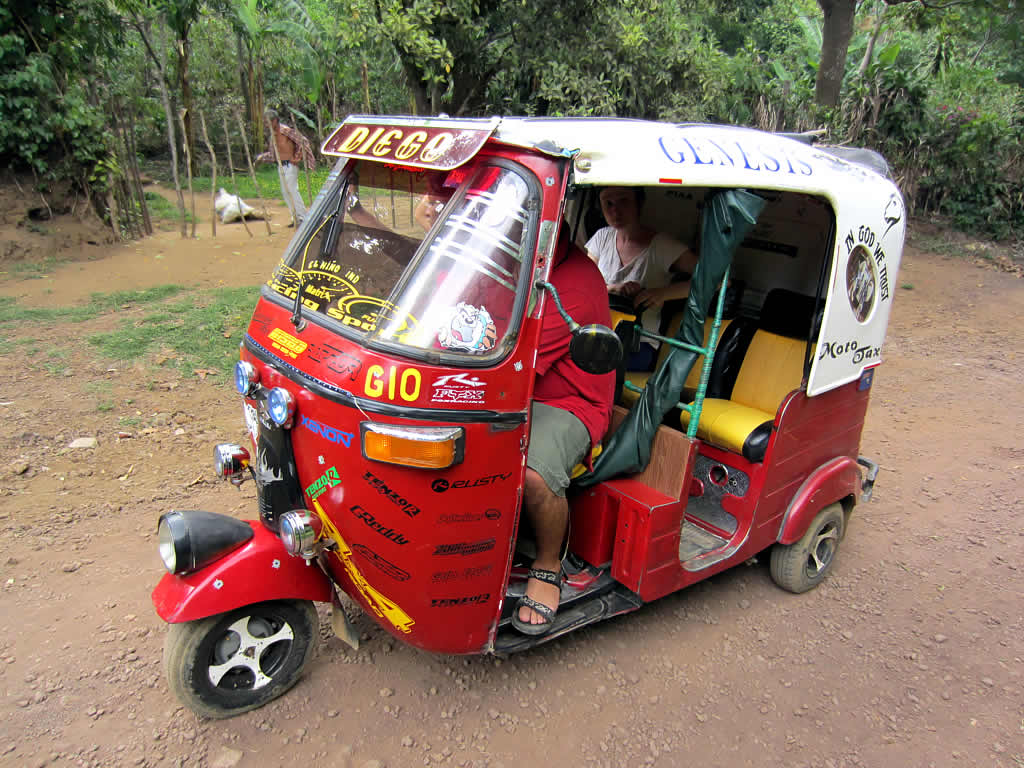
Salvador
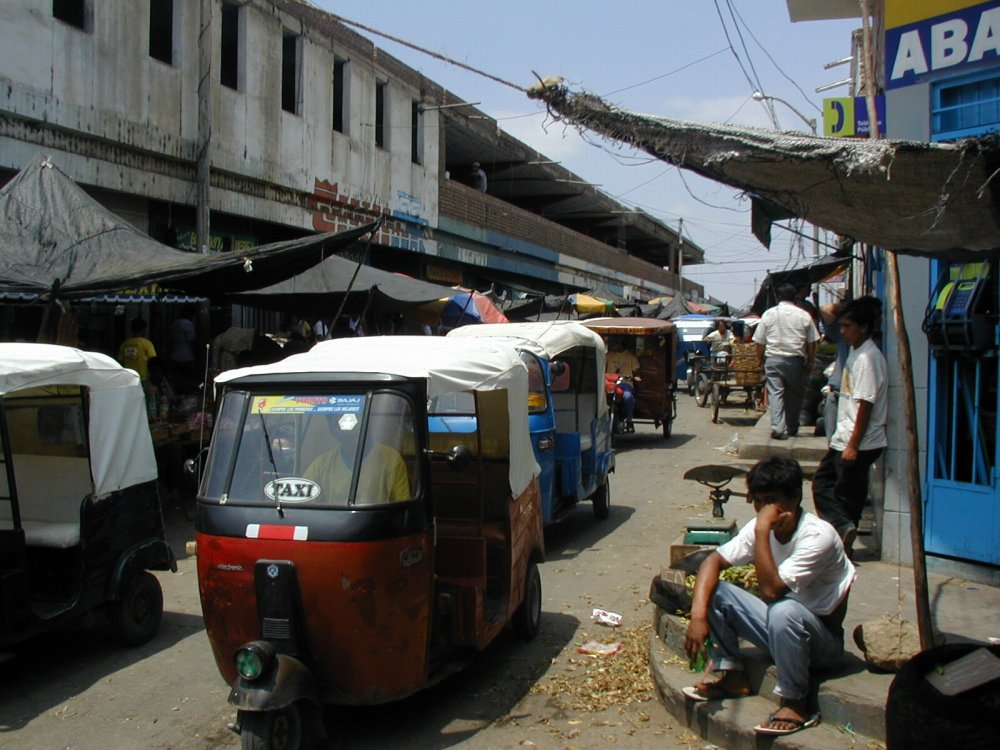
Peru
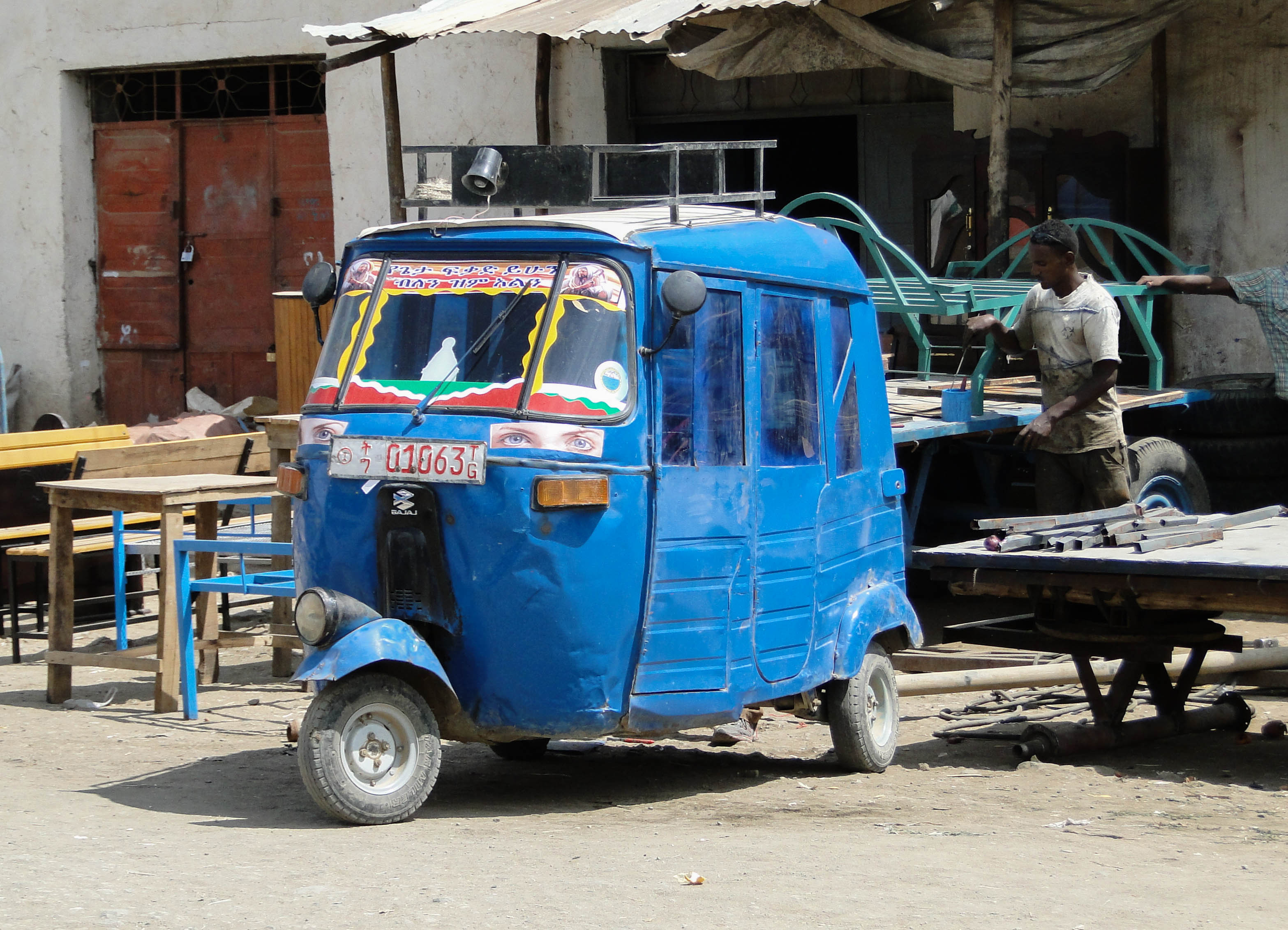
Etiopie
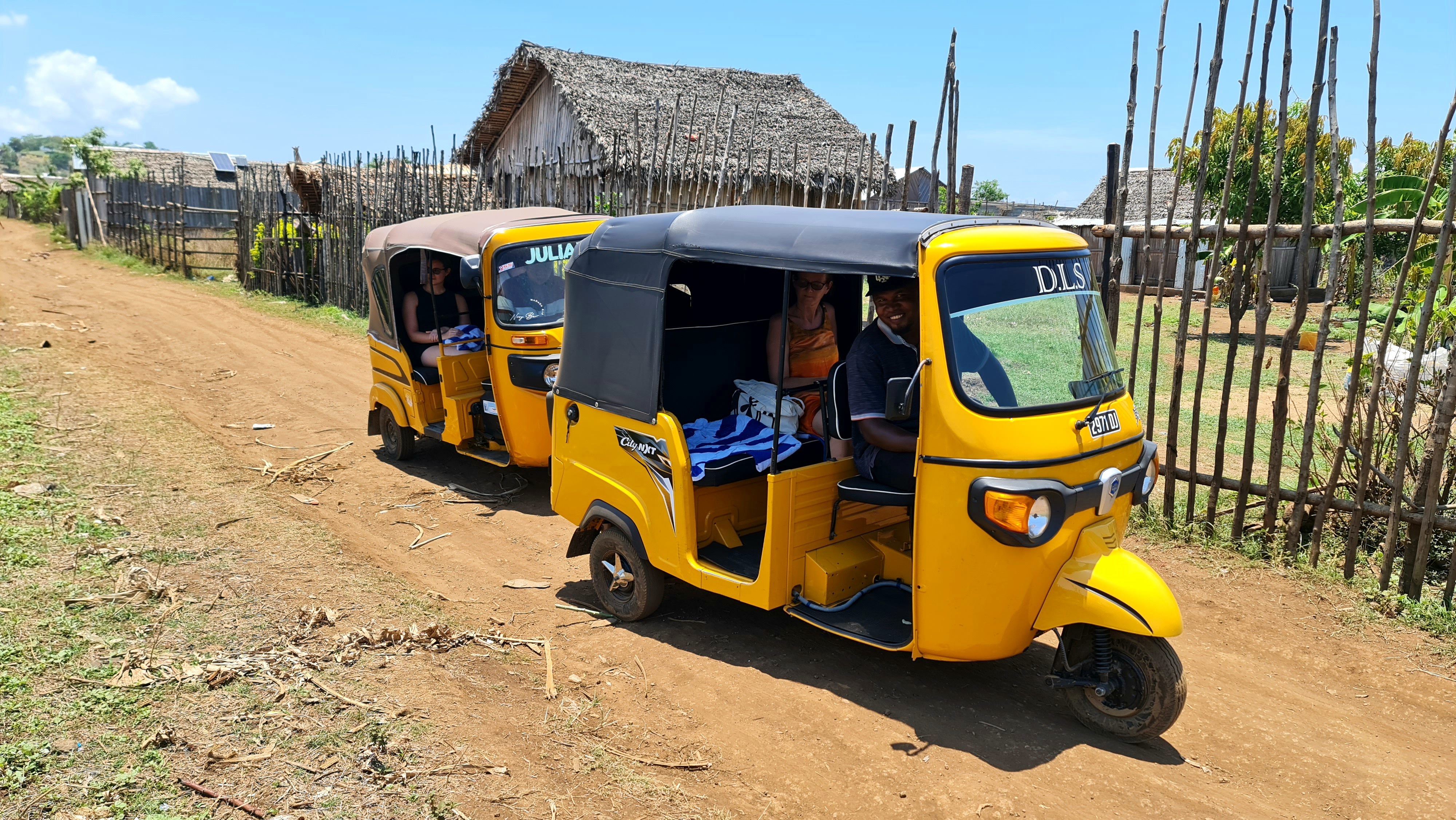
Madagaskar